# Castillo de Maebashi
El castillo de Maebashi (前橋城 Maebashi-jō?) fue un castillo japonés situado en Maebashi, en el centro de la Prefectura de Gunma, Japón. A finales del periodo Edo, el castillo de Maebashi pertenecía a una rama del clan Matsudaira, daimio del Dominio de Maebashi, pero el castillo estuvo en manos de un gran número de clanes diferentes a lo largo de su historia. El castillo era también conocido como castillo de Umabayashi (厩橋城 Umabayashi-jō?), que hacía referencia al nombre antiguo de Maebashi.

## Ubicación
El castillo de Maebashi fue construido en una empinada orilla del río Tone en el centro de la antigua Provincia de Kōzuke. El lugar constituía un cruce estratégico de la carretera principal de Edo a la Provincia de Echigo y el Mar de Japón con el Nakasendō (la carretera que comunica Edo con Kioto).

## Historia

### Periodo Sengoku
El clan Nagano, vasallo del clan Uesugi (que controlaba la Región de Kantō con el título de Kantō Kanrei) había construido en 1470 en la orilla del río Tone cerca de la futura ubicación del castillo de Maebashi una fortaleza llamada castillo de Ishikura (石倉城, Ishikura-jō?), pero el castillo fue dañado en varias ocasiones por los desbordamientos del río Tone.
El clan Uesugi fue derrotado por el clan Hōjō en la batalla de Kawagoe en 1546, circunstancia que aprovechó el clan Nagano para ponerse del lado del clan Hōjō. Sin embargo el clan Hojo fue expulsado de la región por Uesugi Kenshin en 1560, quien convirtió el castillo de Ishikura en una de sus siete principales fortalezas de la región de Kantō. Las fuerzas de los clanes Hōjō y Takeda recapturaron el castillo en 1562, pero fueron incapaces de conservarlo. Kenshin se lo entregó a Kitajō Takahiro, el cual se pasó a los Hōjō en 1567 y más tarde al clan Takeda en 1579.
Cuando el clan Takeda fue derrotado por Oda Nobunaga en 1582, el castillo se le entregó a Takigawa Kazumasu, quien residió aquí sólo tres meses, hasta el asesinato de Nobunaga. El clan Hōjō aprovechó la oportunidad y recuperó el castillo, pero fue, a su vez, aplastado por Toyotomi Hideyoshi en 1590.

### Periodo Edo
Una vez hubo tomado Tokugawa Ieyasu el control sobre la región de Kantō en 1590, nombró castellano a Hiraiwa Chikayoshi, uno de sus generales de mayor confianza. En 1601 Sakai Shigetada recibió el título de daimio de Maebashi, con unos ingresos de 33.000 koku. El clan Sakai gobernó durante siete generaciones, reconstruyó el castillo de Maebashi por completo en un lugar más alto, con múltiples patios y una torre del homenaje de tres pisos. Mientras estuvo en manos de los Sakai los ingresos del dominio se incrementaron hasta llegar a los 150.000 koku.
En 1749 los Sakai fueron transferidos al Dominio de Himeji, y Maebashi fue puesto al cargo de una rama del clan Matsudaira de la Provincia de Echizen. Matsudaira Tomonori gobernó de 1749 a 1767. No obstante, la erosión y las inundaciones fueron un problema constante y, en 1767, Matsudaira Tomonori decidió asentarse en el castillo de Kawagoe y bajar de categoría el Dominio de Maebashi, que se convertiría en dependiente del Dominio de Kawagoe.
Hacia finales del periodo Bakumatsu, la creciente prosperidad e importancia económica de Maebashi aumentó debido al comercio de seda, lo que motivó a sus habitantes a pedir a su señor que volviera al castillo de Maebashi. El shogunato Tokugawa consideraba, por su parte, la región de Maebashi como un posible refugio ante un ataque de las potencias occidentales, y apoyó la sugerencia. En 1866 se terminó un nuevo castillo de Maebashi, y el clan Matsudaira volvió a Maebashi el año 1867. La torre del homenaje del nuevo castillo estaba situada ligeramente más alejada del río y las murallas exteriores fueron reconstruidas haciendo zigzag para eliminar los ángulos muertos. Este fue el último castillo japonés construido durante el periodo Edo.

## El castillo hoy
La restauración Meiji comenzó menos de medio año después de que el nuevo castillo fuera completado. La mayor parte de sus estructuras defensivas fueron demolidas en 1871, pero el palacio principal se conservó para usarlo como Oficina de la Prefectura de Gunma hasta 1928. Hoy en día un edificio de 33 pisos, sede de la Oficina de la Prefectura de Gunma, se encuentra en el lugar donde se erigía la torre del homenaje. El ayuntamiento de la ciudad de Maebashi está en el segundo patio y el juzgado del distrito de Maebashi en el tercero. La mayor parte del resto del antiguo castillo es, actualmente, un parque. Sólo una pequeña parte de la muralla del patio central y del tercer patio permanecen en su lugar original. Una de las puertas originales ha sobrevivido, pero no en su ubicación original.